# Winmau
Winmau (uitgesproken als "win more") is een Welsh fabrikant van dartsartikelen en titelsponsor van het oudste nog bestaande darttoernooi, de Winmau World Masters.
Winmau, opgericht in 1945, werd in 2002 overgenomen door rivaliserend dartbordfabrikant Nodor, onder leiding van John Bluck. Beide merken (Winmau en Nodor) bleven in productie. Het bedrijf is gevestigd in Bridgend, Zuid-Wales, hoewel de productie van de dartborden in Kenia plaatsvindt.

## Oprichting
Het bedrijf werd opgericht als "H.A. Kicks" in 1945 door ex-sergeant-majoor Harry Kicks met het geld dat hij kreeg bij de demobilisatie na de Tweede Wereldoorlog. Het bedrijf vervaardigde iepen dartborden die met de hand werden beschilderd tot het begin van de jaren vijftig. Later produceerde het bedrijf dartborden met papierspiraal die, in tegenstelling tot de iepen borden, niet hoefden te worden geweekt. Dit kwam tot uiting in de merknaam "Keep Dry". Scotts Dartboards uit Southend-on-Sea, gespecialiseerd in papierspiraalborden, kocht eind jaren vijftig het merk Keep Dry over van Kicks.
De bedrijfsnaam evolueerde naar "H.A. Kicks and Sons" in het begin van de jaren zestig toen de zonen van Kicks zich bij het bedrijf voegden. Rond dezelfde tijd liep het patent op dartborden met borstelharen af, dat eigendom was van Nodor, en begon Kicks zijn eigen dartborden met borstelharen te maken. In 1969 dwong een verplichte kooporder het bedrijf om naar een nieuw pand te verhuizen, en het verhuisde naar Haverhill in Suffolk. In 1973 tekende Kicks een overeenkomst met de jonge oprichter van de British Darts Organisation (BDO), Olly Croft, waardoor de dartborden van H.A. Kicks and Sons de officiële borden van de BDO werden. Enkele jaren later veranderde Kicks de naam van het bedrijf in "Winmau". Deze nieuwe naam kwam van de eerste drie letters van de voornamen van Kicks' vrouw, Winifred Maud.

## Financiële moeilijkheden
Harry Kicks senior overleed in 1984 en liet zijn bedrijf na aan zijn vijf zonen. Eind jaren tachtig begon de populariteit van darts als televisiesport af te nemen, wat een domino-effect had op Winmau, dat het financieel moeilijk begon te krijgen. In 1993 reageerde Ron Kurtz, de eigenaar van Accudart, Inc., de distributeur van Winmau in de Verenigde Staten, op een verzoek om hulp van de zonen van Kicks. Kurtz werd de meerderheidsaandeelhouder en had in slechts twee jaar tijd het fortuin van Winmau omgedraaid door zijn eigen mensen in te schakelen om het bedrijf te runnen.

## Rivaliteit met Nodor en overname
Nodor werd in 1919 opgericht door chemicus Ted Leggatt als fabrikant van boetseerklei. In 1923 produceerde Leggatt zijn eerste dartbord, gemaakt van klei. Het bleek niet populair en binnen het jaar maakte Nodor iepen dartborden. Halverwege de jaren dertig had Nodor echter succes geboekt met de lancering van hun gepatenteerde dartbord met borstelharen.
Zodra het patent van Nodor verliep, begon Winmau borden met borstelharen te produceren en begon er een intense rivaliteit tussen de twee bedrijven. Elk bedrijf deed verschillende biedingen om de ander over te nemen, voordat Nodor in 2002 uiteindelijk de overname van Winmau voltooide.
Nodor blijft dartartikelen produceren onder beide merknamen. Het merk Winmau onderhield tot voor kort nauwe banden met de BDO, zowel als titelsponsor van de Winmau World Masters als als bordsponsor van het BDO World Darts Championship. Na de ineenstorting van de BDO in 2020 toont Winmau niet langer het BDO-logo op hun Blade-borden op positie 6 en 11, dit is nu vervangen door een eenvoudig "W"-logo.
Winmau lanceerde voor het eerst het originele Blade dartbord in 1997. Sindsdien werd het bord continu ontwikkeld om de allernieuwste technische en innovatieve eigenschappen te integreren, wat heeft geleid tot de Blade 6 Triple Core Carbon, de laatste versie van het dartbord.

## Samenwerking met dePDC
Op 31 januari 2022 werd bekendgemaakt dat dartsbond PDC een samenwerkingsverband van vijf jaar is aangegaan met Winmau.